# The Trade Desk
The Trade Desk, Inc. (NASDAQ: TTD

) er en amerikansk multinational virksomhed indenfor online reklame- og markedsføringssoftware og services.
De har hovedkvarter i Ventura, Californien.
The Trade Desk blev etableret i 2009 af Jeff Green og David Pickles.